# Pluvigner
 Pluvigner  (en bretón Pleuwigner) es una población y comuna francesa, situada en la región de Bretaña, departamento de Morbihan, en el distrito de Lorient y cantón de Pluvigner.

## Demografía
| 4602 | 4494 | 4537 | 4725 | 4872 | 5428 |
| Para los censos de 1962 a 1999 la población legal corresponde a la población sin duplicidades (Fuente: INSEE [Consultar]) |      |      |      |      |      |